# لوتشيانو كزافييه كونا
لوتشيانو كزافييه كونا (27 فبراير 1979 في البرازيل - ) هو لاعب كرة قدم برازيلي في مركز الهجوم. لعب مع نادي ألاجولينسي وGoiânia Esporte Clube ‏ وFC Spartak Ivano-Frankivsk ‏ وإيراتي الرياضي ‏ وPalmas Futebol e Regatas ‏.

## وصلات خارجية
- لوتشيانو كزافييه كونا على موقع اتحاد أوكرانيا (الإنجليزية)